# Лайон, Мэри Фрэнсис
Мэри Фрэнсис Лайон (англ. Mary Frances Lyon; 15 мая 1925, Норидж, Великобритания — 25 декабря 2014, Оксфордшир, Великобритания) — британская исследовательница генетики. Высказала гипотезу о наличии инактивации одной из половых X-хромосом у самок млекопитающих и женщин, которая в дальнейшем подтвердилась.
Член Лондонского королевского общества (1973), иностранный член Национальной академии наук США (1979).

## Биография

### Семья и детство
Родилась в Норвиче в Англии в семье чиновника Клиффорда Джеймса Лайона и учительницы Луизы Франсес Лайон (урождённой Кирби). Мэри была старшей дочерью и имела брата и сестру. Брат стал бухгалтером, а сестра — социальным работником. Двоюродный брат Мэри (сын сестры её отца) Кеннет Блакстер стал специалистом по питанию животных.
В 1929 году семья переехала в Йоркшир, 1935 — в Бирмингем, 4 года спустя. Мэри училась в грамматической школе в Бирмингеме. У неё, по её словам, была хорошая учительница естествознания, также девочка участвовала в конкурсе по написанию лучшего произведения и выиграла набор книг о диких травах, птицах и деревьях, что привлекло её к биологии ещё в детстве.

### Кембридж и Эдинбург
В 1943 году Мэри поступила в колледж Гиртона Кембриджского университета для изучения зоологии, физиологии и биохимии. Во время учёбы в Кембридже Мэри стала стипендиаткой Софии Аделаиды Торле (англ. Sophia Adelaide Turle Scholar, 1944) и получила приз Гвендолен Крюдсон за успехи в естественных науках (англ. Gertrude Gwendolen Crewdson Prize, 1945). Лекции по генетике в Кембриджском университете читал статистик и генетик Рональд Фишер, к которому Мэри Лайон поступила в аспирантуру. Но вскоре она перебралась в лучше оборудованную лабораторию Конрада Уоддингтона в Институте генетики животных в Эдинбурге, где заканчивала свою работу под руководством Дугласа Фальконера. В начале 1949 года во время длительных командировок Уоддингтона и Фальконера Мэри Лайон работала под руководством украинского эмбриолога Бориса Балинского.

### Гарвелл
После получения степени доктора философии по биологии Мэри Лайон начала исследования вызванных радиацией мутаций у мышей в лаборатории Томаса Картера, с которой она переехала в 1955 году в Оксфордшир. Там был открыт радиобиологический центр Совета медицинских исследований Великобритании, генетическую лабораторию которого Лайон возглавляла с 1962 до 1986 года.

## Научная деятельность
Ещё с университетских времён главными увлечениями Мэри Лайон были эмбриология и генетика. Развитие экспериментальной эмбриологии в 1930-е годы привлекло её внимание к проблемам развития, а учебник Конрада Уоддингтона «Генетика» привёл к выводу, что только изучение генетики приведёт к пониманию эмбриогенеза. У Фишера она изучала мутацию у мышей, которая приводила к нарушению равновесия.
Мэри Лайон была одним из пионеров изучения влияния радиоактивности на нарушение работы генов. Она провела исследование на мышах и дрозофилах, которые доказали, что любая доза полученного излучения приводит к появлению мутаций, а также то, что количество мутаций растёт с дозой.
Также она изучала влияние радиации на мутации в Т-гене в 1950-е и 1970-е годы.
Мэри Лайон создала банк мышиных эмбрионов в Гарвелльском центре (англ. FESA, Frozen Embryo and Sperm Archive). По состоянию на 2010 год это единственный в Великобритании центр по хранению и распространению мышиных линий для научных исследований.

## Награды
- 1984 — Королевская медаль Лондонского королевского общества
- 1985 — Международная премия Гайрднера[11]
- 1986 — Премия Уильяма Аллана[англ.]
- 1994 — Премия Мауро Баширотто (англ. Mauro Baschirotto Award) Европейского общества генетики человека[англ.][12]
- 1997 — Премия Вольфа по медицине[13]
- 1997 — Премия Амори[нем.]
- 2003 — Лекция Менделя от Общества генетиков[англ.]
- 2004 — Премия фонда «March of Dimes» по биологии развития
- 2006 — Премия Перл Мейстер-Грингард[англ.]
- 2006 — Премия Розенстила вместе с Дэвором Золтером[нем.] и Азимом Сурани[нем.]

## Названы в честь Лайон
- В 2004 году Совет медицинских исследований Великобритании открыл в Гарвелле Центр Мэри Лайон с исследования геномики мышей.[10]
- Общество генетиков ежегодно с 2014 года вручает Медаль Мэри Лайон.[10]